# Биокалориметрия
Биокалориметрията е съвкупност от методи за измерване на топлинните ефекти, съпровождащи процесите на жизнената дейност. Поради факта, че основното количество енергия в организма постъпва във вид на химическа енергия на хранителните вещества, то количеството топлина, отделено от организма може да се измери посредством количеството топлина, отделено от окислението на тези хранителни вещества извън организма. Опитите с животни са потвърдили това и са показали, че общото количество топлина, отделено в организма (при условие, че не се извършва работа), е равно на количеството топлина, получена при окислението на органичните вещества (захари, белтъци, липиди) до CO2 и H2O.